# Arthur Philemon Coleman

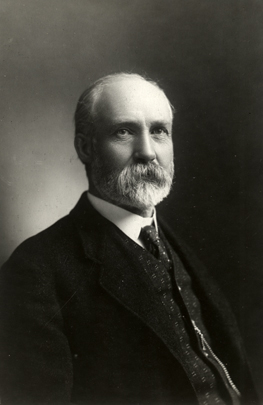
Arthur Philemon Coleman

Arthur Philemon Coleman (* 1852 in Lachute, Québec; † 1939) war ein kanadischer Geologe.
Geboren als Sohn von Rev. Francis Coleman und Emmeline Maria Adams (ein Nachkomme von John Quincy Adams), machte er 1876 den B.A., 1880 den M.A. am Victoria College der University of Toronto in Cobourg, Ontario, und 1881 Ph.D. an der Universität Breslau.
1882 wurde er Professor an der Fakultät für Geologie und Naturgeschichte des Victoria College. Zwischen 1891 und 1901 war er Professor für Geologie an der School of Practical Science in Toronto. In der Zeit von 1893 bis 1909 verfasste er zahlreiche Berichte für das Bureau of Mines der Regierung von Ontario. Zwischen 1901 und 1922 war er Geologieprofessor an der University of Toronto, an der er von 1919 bis 1922 die Stelle des Dekans der Faculty of Arts bekleidete. Als Geologe war er ab 1931 beim Department of Mines angestellt, bis er 1934 aus dem aktiven Dienst ausschied.
Coleman war Mitglied der Royal Society of Canada ab 1900 und war ihr Präsident im Jahr 1921. 1902 wurde er zum Präsidenten des Royal Canadian Institute gewählt, war ab 1910 Mitglied der Royal Society und hatte 1915 die Stelle des Präsidenten der Geological Society of America inne. 1910 wurde er mit der Murchison-Medaille der Geological Society of London, 1928 mit der Flavelle-Medaille der Royal Society of Canada und 1936 mit der Penrose-Medaille der Geological Society of America ausgezeichnet.
1884 gelang ihm die Erstbesteigung des Castle Mountain und 1907 versuchte er als erster Weißer, den Mount Robson zu besteigen.
Der Berg Mount Coleman und der Gletscher Coleman Glacier im Banff National Park sind nach ihm benannt. Gleiches gilt für den Mount Coleman im ostantarktischen Viktorialand.

## Werke
- 1903: Reports on the Economic Geology of Ontario.
- 1911: The Canadian Rockies: New and Old Trails.
- 1922: Elementary Geology. (als Co-Autor)
- 1926: Ice Ages, Recent and Modern.